# Frank McNally (homme politique)
Francis Joseph McNally, né le 24 janvier 1988, est un homme politique britannique, membre du parti travailliste. Il est député de Coatbridge et Bellshill depuis 2024. Il remporte le siège face à Steven Bonnar, membre du Parti national écossais.
McNally est fondateur de l'association caritative Club 365 pour les repas scolaires « afin de soutenir les enfants et les familles défavorisés de la région ».